# Aylacostoma chloroticum
Aylacostoma chloroticum foi uma espécie de gastrópodes da família Thiaridae.
Era endémica do Argentina, Chile e Paraguai.